# مراد زورلوغلو
مراد زورلو أوغلو ( بالتركية Murat Zorluoğlu ) ( من مواليد 1971 أنقرة في تركيا ) بيروقراطي تركي و سياسي وعمدة بلدية مدينة طرابزون .

## الحياة الشخصية
عيّن محافظًا لمدينة وان بقرار مجلس الوزراء بتاريخ 13 حزيران 2017 ورقم 10458 وفي الوقت نفسه عمل كأمين في بلدية وان . 
وتم ترشيحه كمرشح لبلدية طرابزون من حزب العدالة والتنمية في الانتخابات المحلية في 31 مارس 2019 وانتخب عمدة المدينة.  وهو متزوج ولديه 3 أبناء